# Galatasaray Istanbul/Saison 1912/13
Die Saison 1912/13 von Galatasaray Istanbul war die 7. Saison in der Vereinsgeschichte.

## Personalien

### Kader
| Nat.                   | Name                   |
| Torhüter               | Torhüter               |
| ---------------------- | ---------------------- |
| Osmanisches Reich 1844 | Ahmet Robenson         |
| Abwehr                 |                        |
| Osmanisches Reich 1844 | Bekir Sıtkı Bircan     |
| Osmanisches Reich 1844 | Ahmet Cevat            |
| Osmanisches Reich 1844 | Hasnun Galip           |
| Deutsches Reich        | Emil Oberle            |
| Deutsches Reich        | Joseph Oberle          |
| Mittelfeld             |                        |
| Osmanisches Reich 1844 | Celâl İbrahim Bey      |
| Osmanisches Reich 1844 | Neşet Emin             |
| Angriff                |                        |
| Osmanisches Reich 1844 | Mıgırdıç Dikranyan     |
| Osmanisches Reich 1844 | Adnan İbrahim Piroğlu  |
| Osmanisches Reich 1844 | Emin Bülend Serdaroğlu |

## Saison
Alle Ergebnisse aus Sicht von Galatasaray Istanbul. Siege sind grün, Unentschieden gelb und Niederlagen rot markiert.

### Freundschaftsspiele
Diese Tabelle führt die ausgetragenen Freundschaftsspiele auf.
| Datum        | Gegner              | Ort                      | Ergebnis | Tor(e) für Galatasaray Istanbul                     |
| ------------ | ------------------- | ------------------------ | -------- | --------------------------------------------------- |
| 4. Mai 1913  | Fenerbahçe Istanbul |                          | 6:0      | Galip (2×), E. Oberle (3×), Bircan                  |
| 2. Juni 1913 | İzmir Muhteliti     | Papazın Çayırı, Istanbul | 2:1      | 1:0 Celâl İbrahim Bey (55.), 2:1 Muhsin Yeğen (85.) |